# Homalopoma
Homalopoma, es un género de caracoles marinos de la familia Collonidae. Son caracoles de tamaño muy pequeño, que presentan un opérculo calcáreo.

## Especies
Las especies dentro del género Homalopoma incluyen a:
- † Homalopoma acaste Thivaiou, Harzhauser & Koskeridou, 2019
- Homalopoma africanum (Bartsch, 1915)
- Homalopoma agulhasense (Thiele, 1925)
- Homalopoma albidum (Dall, 1881)
- Homalopoma alfi Huang, Fu & Poppe, 2016
- Homalopoma amussitatum (Gould, 1861)
- Homalopoma baculum (Carpenter, 1864)
- Homalopoma berryi J. H. McLean, 1964
- Homalopoma bicolor Okutani, 2001
- Homalopoma boffii Marini, 1975
- Homalopoma carmelae Oliverio & Buzzurro, 1994
- Homalopoma clippertonense (Hertlein & Emerson, 1953)
- Homalopoma concors Huang, Fu & Poppe, 2016
- Homalopoma cordellensis J. H. McLean, 1996
- Homalopoma cunninghami (E. A. Smith, 1881)
- Homalopoma donghaiense (Dong, 1982)
- Homalopoma draperi J. H. McLean, 1984
- † Homalopoma emulum (G. Seguenza, 1876)
- Homalopoma eoa Azuma, 1972
- † Homalopoma eugenii (Deshayes, 1863)
- Homalopoma granuliferum Nomura & Hatai, 1940
- † Homalopoma granulosum (Grateloup, 1828)
- Homalopoma grippii (Dall, 1911)
- Homalopoma himuquitanense Huang, Fu & Poppe, 2016
- Homalopoma hui Huang, Fu & Poppe, 2016
- Homalopoma imberculi Huang, Fu & Poppe, 2016
- Homalopoma incarnatum (Pilsbry, 1903)
- Homalopoma indutum (Watson, 1879)
- Homalopoma keyurare Huang, Fu & Poppe, 2016
- Homalopoma lacunatum (Carpenter, 1864)
- Homalopoma laevigatum (G. B. Sowerby III, 1914)
- Homalopoma lini Huang, Fu & Poppe, 2016
- Homalopoma linnei (Dall, 1889)
- Homalopoma lunellum Huang, Fu & Poppe, 2016
- Homalopoma luridum (Dall, 1885)
- Homalopoma mactanense Huang, Fu & Poppe, 2016
- Homalopoma maculatum Golikov & Gulbin, 1978
- Homalopoma maculosa (Pease, 1868)
- Homalopoma mikkelsenae Huang, Fu & Poppe, 2016
- Homalopoma mimicum LaFollette, 1976
- Homalopoma nocturnum (Gould, 1861)
- Homalopoma nubisrubri Huang, Fu & Poppe, 2016
- Homalopoma parvum Huang, Fu & Poppe, 2016
- Homalopoma paucicostatum (Dall, 1871)
- Homalopoma profundum Huang, Fu & Poppe, 2016
- Homalopoma quantillum Gould, 1861
- Homalopoma radiatum (Dall, 1918)
- † Homalopoma raulini (Cossmann & Peyrot, 1917)
- Homalopoma rotundatum Sowerby, 1889
- Homalopoma rubidum (Dall, 1908)
- Homalopoma sangarense (Schrenck, 1862)
- Homalopoma sanguineum (Linnaeus, 1758)
- Homalopoma shisuiense (Makiyama, 1927)
- Homalopoma subobsoletum Willett, 1937
- Homalopoma tagaroae Huang, Fu & Poppe, 2016
- Homalopoma tapparonei (Caramagna, 1888)
- Homalopoma umbilicatum (Powell, 1926)
- Homalopoma unicum Huang, Fu & Poppe, 2016
- Homalopoma zephyrium Huang, Fu & Poppe, 2016